# تنگا اخ رگل
تنگا اخ رگل (به سوئدی: Tånga och Rögle) یک منطقهٔ مسکونی در سوئد است که در استان اسکونه واقع شده‌است.

## خصوصیات
تنگا اخ رگل ۰٫۴۳ کیلومترمربع مساحت و ۲۲۳ نفر جمعیت دارد.